# Список авиационных заводов России

## Авиастроительные заводы серийного производства
| Город                | Предприятие                                                                  | № завода в советский период | Самолёты, производимые в настоящее время (2020)                                                                               | Вертолёты, производимые в настоящее время (2020) |
| Арсеньев             | Арсеньевская авиационная компания «Прогресс» им. Н. И. Сазыкина              | 116                         | | Ка-52, Ка-62.                                    |
| Воронеж              | ПАО «Воронежское акционерное самолётостроительное общество» сокр. ВАСО       | 18, 64                      | Ил-96, Ил-112. Техническое обслуживание самолётов Ан-148.                                                                     |                                                  |
| Екатеринбург         | Уральский завод гражданской авиации                                          | 404                         | маломестные Diamond DA-42T, L-410.                                                                                            | Bell 407                                         |
| Иркутск              | Иркутский авиационный завод                                                  | 125, с декабря 1941 — 39    | МС-21, Су-30, Як-130, Як-152.                                                                                                 |                                                  |
| Казань               | ОАО «Казанское авиационное производственное объединение»                     | 124, с декабря 1941 — 22    | Ту-160М, Ту-214. |                                                  |
| Казань               | ПАО «Казанский вертолётный завод»                                            | 387                         | | Ансат, Ми-17, Ми-38.                             |
| Комсомольск-на-Амуре | Комсомольский-на-Амуре авиационный завод имени Ю. А. Гагарина                | 126                         | Сухой Суперджет-100, Су-35, Су-57.                                                                                            |                                                  |
| Кумертау             | ОАО «Кумертауское авиационное производственное предприятие»                  | М-5981                      | | Ка-32, Ка-226.                                   |
| Луховицы             | Луховицкий авиастроительный завод им. П. А. Воронина (филиал Корпорации МиГ) | ЛМЗ                         | Ил-114, Миг-29. |                                                  |
| Нижний Новгород      | ОАО «Нижегородский авиационный завод „Сокол“» (филиал Корпорации МиГ)        | 21                          | МиГ-35, МиГ-31(модернизация)                                                                                                  |                                                  |
| Новосибирск          | Новосибирское авиационное производственное объединение им. В. П. Чкалова     | 153                         | Су-34, беспилотный С-70. |                                                  |
| Омск                 | Производственное объединение «Полёт»                                         | 166                         | Перепрофилировано для производства космических ракет. С 2009 г. самолёты не выпускаются.                                      |                                                  |
| Оренбург             | ФГУП ПО «Стрела»                                                             | 47                          | Перепрофилирован для производства ракет и авиационных агрегатов. С 1959 г. самолёты не выпускаются.                           | С 1959 г. вертолёты не выпускаются.              |
| Ростов-на-Дону       | ПАО «Роствертол»                                                             | 168                         | | Ми-24, Ми-26, Ми-28, Ми-35.                      |
| Самара               | ОАО «Авиакор»                                                                | 18                          | С 2015 г. самолёты не выпускаются. Модернизация самолётов Ту-95МС. Техническое обслуживание самолётов: Ан-74, Ан-140, Ту-154. |                                                  |
| Самара               | СК "Чайка"                                                                   |                             | маломестные Л-42, Л-44, Л-72, С-44.                                                                                           |                                                  |
| Саратов              | Саратовский авиазавод                                                        | 292                         | Завод ликвидирован в 2012 г.                                                                                                  |                                                  |
| Смоленск             | Смоленский авиазавод                                                         | 475                         | Як-18Т, СМ-2000. |                                                  |
| Таганрог             | Таганрогский авиационный научно-технический комплекс имени Г. М. Бериева     | 31, с 1946 — 86             | А-100, Бе-200. |                                                  |
| Улан-Удэ             | ОАО «Улан-Удэнский авиационный завод»                                        | 99                          | С 1992 г. самолёты не выпускаются.                                                                                            | Ка-226, Ми-171.                                  |
| Ульяновск            | АО «Авиастар-СП»                                                             |                             | Ил-76М, Ил-78М, Ту-204. Техническое обслуживание самолётов Ан-148.                                                            |                                                  |

Примечания.
- Саратовский завод функционировал до 2011 года, в 2012 году ликвидирован и исключён из реестра юридических лиц РФ.
- С 1919 по 1958 годы существовал Государственный авиационный завод № 1 (с 1919 по 1941 годы располагался в Москве, в 1941 году эвакуирован в г. Куйбышев). В 1958 году перепрофилирован на выпуск ракетно-космической техники.

## Авиастроительные предприятия опытного производства
| Город     | Предприятие                                                     | № завода в советский период |
| --------- | --------------------------------------------------------------- | --------------------------- |
| Жуковский | Экспериментальный машиностроительный завод имени В. М. Мясищева |                             |
| Люберцы   | Ухтомский вертолётный завод им. Н. И. Камова                    |                             |
| Москва    | Авиационный комплекс имени С. В. Ильюшина                       | 240                         |
| Томилино  | ОАО «Московский вертолётный завод имени М. Л. Миля»             | В-2323                      |

## Авиационные ремонтные заводы
| Город             | Предприятие                                                   | № завода в советский период      | Ремонтируемые самолёты, вертолёты, авиационные двигатели                                    |
| ----------------- | ------------------------------------------------------------- | -------------------------------- | ------------------------------------------------------------------------------------------- |
| Омск              | ОАО «Омский завод гражданской авиации»                        | 41                               | Ми-8                                                                                        |
| Омск              | Авиаремонтное предприятие «Мотор»                             |                                  | АИ-9, АИ-9В                                                                                 |
| Новосибирск       | АО НАРЗ                                                       | 401                              | Ми-8/17, Ми-24, Ми-26                                                                       |
| Быково            | Быковский авиационный ремонтный завод (БАРЗ)                  | 402                              | По-2, Р-5, Ан-2, М-11, АШ-62ИР, АШ-82В, Ли-2, Ил-18, Ил-76, Як-42, Ту-204 (короткий период) |
| Иркутск           | Авиационно-технический комплекс ЗАО «Авиакомпания «Ангара»    | 403                              | Ан-2, Ан-24, Ан-26, Ан-148, Ми-8                                                            |
| Екатеринбург      | АО «Уральский завод гражданской авиации»                      | 404                              | ТВ3-117, ГТД-350 IV серии и др.                                                             |
| Минеральные Воды  | ООО «Авиационный ремонтный завод 411 ГА», ООО «АвиаЦентр-411» | 411                              | Ан-2                                                                                        |
| Шахты             | Шахтинский авиационный ремонтный завод                        |                                  | Як-18Т, Як-50, Як-52, Ан-2, Ми-2, Ми-8, авиационных двигателей АШ-62ИР, М-14                |
| п. Старый городок | АО «121 АРЗ»                                                  |                                  | Су-25, Су-27, Су-30, Миг-29                                                                 |
| Светлый           | АО «150 АРЗ»                                                  |                                  | Ми-8/17, Ми-24, Ка-27/28/29, Ка-32                                                          |
| Улан-Удэ          | АО «У-УАРЗ»                                                   |                                  | Ми-8Т, Ми-8МТ, Ми-8МТВ и Ми-8АМТ (Ми-171)                                                   |
| Старая Русса      | АО «123 АРЗ»                                                  |                                  | ИЛ-76, ИЛ-78, Л-410                                                                         |
| Энгельс           | АО «356 АРЗ»                                                  |                                  | Ми-8/17 (включая Ми-8МТ, Ми-8МТВ, Ми-8АМТ)                                                  |
| Санкт-Петербург   | АО «419 АРЗ»                                                  |                                  | Ми-8/17, Ми-24, Ка-27‚ Ка-28‚ Ка-29                                                         |
| Пушкин            | АО «20 АРЗ»                                                   |                                  | Су-24, Су-27, Ил-18, Ил-38                                                                  |
| Рязань            | АО «360 АРЗ»                                                  |                                  | Ту-22М3, Ту-95МС, Ил-76МД, Ил-78(М)                                                         |
| Таганрог          | ОАО «325 АРЗ»                                                 | 671-я авиационная ремонтная база | Ан-12, Ан-72                                                                                |
| Минеральные Воды  | ООО «Авиацентр-411»                                           |                                  | Ан-2                                                                                        |
| Уссурийск         | ОАО «322 АРЗ»                                                 |                                  | Су-24М, Су-25УБ, Су-27УБ, МиГ-31, вертолёты Ка-27                                           |

## Заводы производства агрегатов
| Город    | Предприятие                                                                          | № завода в советский период   |
| -------- | ------------------------------------------------------------------------------------ | ----------------------------- |
| Арзамас  | НПО «Темп-Авиа»                                                                      | ОКБ «Темп»                    |
| Балашиха | ОАО "БЛМЗ"                                                                           |                               |
| Воронеж  | НПО Электроприбор                                                                    | Авиаприборостроительный завод |
| Москва   | Производственный комплекс № 2 ОАО «Российская самолётостроительная корпорация „МиГ“» | 30                            |
| Москва   | МПО имени И. Румянцева                                                               | 33                            |
| Москва   | Тушинский машиностроительный завод                                                   | 82                            |
| Оренбург | ФГУП ПО «Стрела»                                                                     | 47                            |
| Омск     | ОАО «Высокие технологии» (Омск агрегат)                                              | 20                            |
| Самара   | ОАО «Авиаагрегат»                                                                    | 35                            |
| Ступино  | Ступинское машиностроительное производственное предприятие                           | 120                           |
| Ступино  | ОАО «НПП Аэросила»                                                                   | комбинат №150                 |
| Уфа      | АО «УАП «Гидравлика»                                                                 |                               |

Примечание:
- Воронежское НПО "Электроприбор" действовало с 1956 по 2020 год. Ликвидировано.

## Моторостроительные заводы
| Город           | Предприятие | № завода в советский период | Продукция, производимая в настоящий момент (2016) |
| Воронеж         | Опытно-конструкторское бюро моторостроения | 154                         | Авиационные поршневые двигатели ДВ-450, ДВ-400, ДВ-40, М-14ПФ, М-14Р, вертолётные поршневые двигатели ДВ-370В, М-14В26В1                                                |
| Москва          | Авиамоторный научно-технический комплекс «Союз» | 300                         | Р 137-300 |
| Москва          | АО «НПЦ газотурбостроения „Салют“» | 45                          | АЛ-31Ф, АИ-222-25, ТВ7-117С |
| Москва          | ММП им. Чернышёва («Красный Октябрь») | 500                         | |
| Омск            | Филиал АО «НПЦ газотурбостроения «Салют»«Омское моторостроительное объединение имени П. И. Баранова»                                                                   | 29                          | АЛ-21Ф, РД-33, ВСУ-10, ТВД-20-01, ТВД-20-03Б, ТВ7-117С |
| Пермь           | АО «ОДК-Пермские моторы» | 19                          | ПС-90А |
| Рыбинск         | ПАО «ОДК-Сатурн» (бывшее ОАО «Рыбинские моторы») | 26, позднее 36              | АЛ-31Ф, АЛ-31ФН, АЛ-31ФП, АЛ-41Ф1, семейство двигателей АЛ-55, 36МТ, 37-01Э, SaM146, Д-30КП Бурлак, Д-30КУ, Д-30КУ-2, Д-30КП, Д-30КП-2, Д-30КУ-154, РД-600B, ТВД-1500Б. |
| Самара          | Самарское моторостроительное производственное объединение имени М. В. Фрунзе и Самарский научно-технический комплекс имени Н. Д. Кузнецова объединены в ОАО «Кузнецов» | 2 / 24                      | НК-93 |
| Санкт-Петербург | ОАО «Климов» | 117                         | РД-33, ТВ7-117 |
| Уфа             | ОАО «Уфимское моторостроительное производственное объединение» | 26                          | Р-195 |